# Мізіан Маоліда
Мізіан Маоліда (фр. Myziane Maolida, нар. 14 лютого 1999, Париж) — французький футболіст коморського походження, нападник клубу «Герта» (Берлін). На умовах оренди грає за шотландський «Гіберніан».

## Клубна кар'єра
Народився 14 лютого 1999 року в місті Париж. Вихованець юнацьких команд футбольних клубів «Булонь-Біянкур» та «Ліон», в академію якого перейшов у п'ятнадцятирічному віці. З 2016 року грав за другу команду. З сезону 2017/18 став залучатись до тренувань з основною командою. 
5 серпня 2017 року дебютував за «Ліон» у Лізі 1 у поєдинку проти «Страсбура», вийшовши на заміну на 76-ій хвилині замість Маріано Діаса. Забив свій перший гол на професійному рівні 23 листопада 2017 року, перемігши 4:0 кіпрський «Аполлон» (Лімасол) у груповому етапі Ліги Європи УЄФА. Через три дні забив свій перший гол у Лізі 1 в матчі проти «Ніцци» (5:0). За рік відіграв за команду з Ліона 13 матчів в національному чемпіонаті.
13 серпня 2018 перейшов до «Ніцци» за 10 мільйонів євро. У перші півтора року він регулярно піддавався критиці за невисоку ефективність (2 голи в 27 перших матчах) та низьку якість гри.

## Виступи за збірні
2015 року дебютував у складі юнацької збірної Франції, взяв участь у 43 іграх на юнацькому рівні, відзначившись 17 забитими голами.

## Статистика виступів

### Статистика клубних виступів
| Сезон             | Команда           | Чемпіонат         | Чемпіонат | Чемпіонат | Національний кубок | Національний кубок | Національний кубок | Континентальні кубки | Континентальні кубки | Континентальні кубки | Інші змагання | Інші змагання | Інші змагання | Усього | Усього | Усього |
| Сезон             | Команда           | Ліга              | Ігор      | Голів     | Ліга               | Ігор               | Голів              | Ліга                 | Ігор                 | Голів                | Ліга          | Ігор          | Голів         | Ігор   | Голів  |        |
| ----------------- | ----------------- | ----------------- | --------- | --------- | ------------------ | ------------------ | ------------------ | -------------------- | -------------------- | -------------------- | ------------- | ------------- | ------------- | ------ | ------ | ------ |
| 2017–18           | «Ліон»            | Л1                | 13        | 1         | КФ+КЛ              | 2+1                | 0+1                | ЛЄ                   | 6                    | 1                    |               | -             | -             | 22     | 3      |        |
| 2018–19           | «Ніцца»           | Л1                | 14        | 0         | КФ+КЛ              | 0+1                | 0+1                |                      | -                    | -                    |               | -             | -             | 15     | 1      |        |
| 2019–20           | «Ніцца»           | Л1                | 18        | 1         | КФ+КЛ              | 3+1                | 0                  |                      | -                    | -                    |               | -             | -             | 22     | 1      |        |
| Усього за «Ніццу» | Усього за «Ніццу» | Усього за «Ніццу» | 32        | 1         |                    | 5                  | 1                  |                      | -                    | -                    |               | -             | -             | 37     | 2      |        |
| Усього за кар'єру | Усього за кар'єру | Усього за кар'єру | 45        | 2         |                    | 8                  | 2                  |                      | 6                    | 1                    |               | -             | -             | 59     | 5      |        |